# Robert Carney

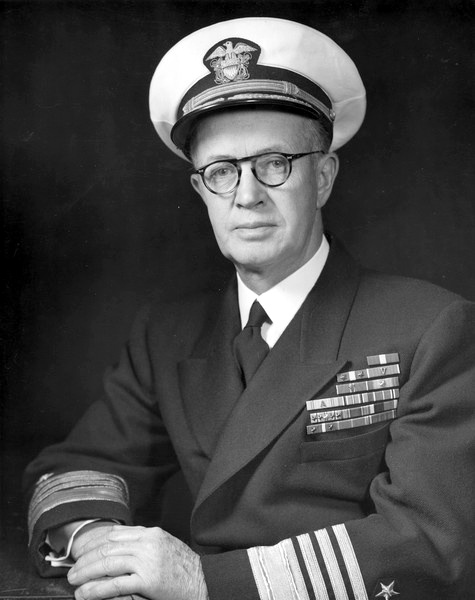
Admiral Robert B. Carney

Robert Bostwick Carney (* 26. März 1895 in Vallejo, Kalifornien; † 25. Juni 1990 in Washington, D.C.) war ein US-amerikanischer Admiral der US Navy, der zwischen 1950 und 1952 Oberkommandierender der US-Marinestreitkräfte im Ostatlantik und im Mittelmeer (Commander-in-Chief der US Naval Forces Eastern Atlantic and Mediterranean) sowie von 1953 bis 1955 Chief of Naval Operations war.

## Leben

### Ausbildung und Verwendungen als Marineoffizier
Carney trat nach dem Schulbesuch 1912 in die US Navy ein und absolvierte die US Naval Academy in Annapolis, die er am 3. Juni 1916 mit einem Bachelor of Science (B.S.) als Leutnant zur See abschloss. Im Anschluss fand er seine erste Verwendung als Seeoffizier auf dem Schlachtschiff New Hampshire und wurde dann im Oktober 1916 auf die Dixie versetzt, einen Tender der atlantischen Torpedoflottille. 1917 wurde er Offizier auf der Fanning, einem Zerstörer der Paulding-Klasse, ehe er im Juli 1918 eine Abordnung an der Bethlehem Shipbuilding Corporation in Squantum absolvierte, um dort den zur Clemson-Klasse gehörenden neu gebauten Zerstörer Laub zu übernehmen. Im Anschluss diente er zwischen 1920 und 1928 nacheinander auf der Reno (Zerstörer der Clemson-Klasse), Rathburne (Zerstörer der Wickes-Klasse), Delphy (Zerstörer der Clemson-Klasse), dem Schlachtschiff Mississippi sowie auf dem Schlachtschiff New Mexico.
Danach war Carney zwischen August 1928 und April 1930 in der Abteilung für Flottenausbildung im Büro des Chief of Naval Operations tätig und danach Offizier auf dem Leichten Kreuzer Cincinnati, ehe er zwischen Juni 1933 und Juni 1935 Commanding Officer der Annahmestation und Kriegsplanungsoffizier der Marinekanonenfabrik auf dem Washington Navy Yard war, eine Marinewerft und Waffenfabrik in Washington, D.C. Zwischen 1936 und 1937 war er erst Kommandant des Zerstörers Buchanan und daraufhin des zur Mahan-Klasse gehörenden Zerstörer Reid.

### Zweiter Weltkrieg

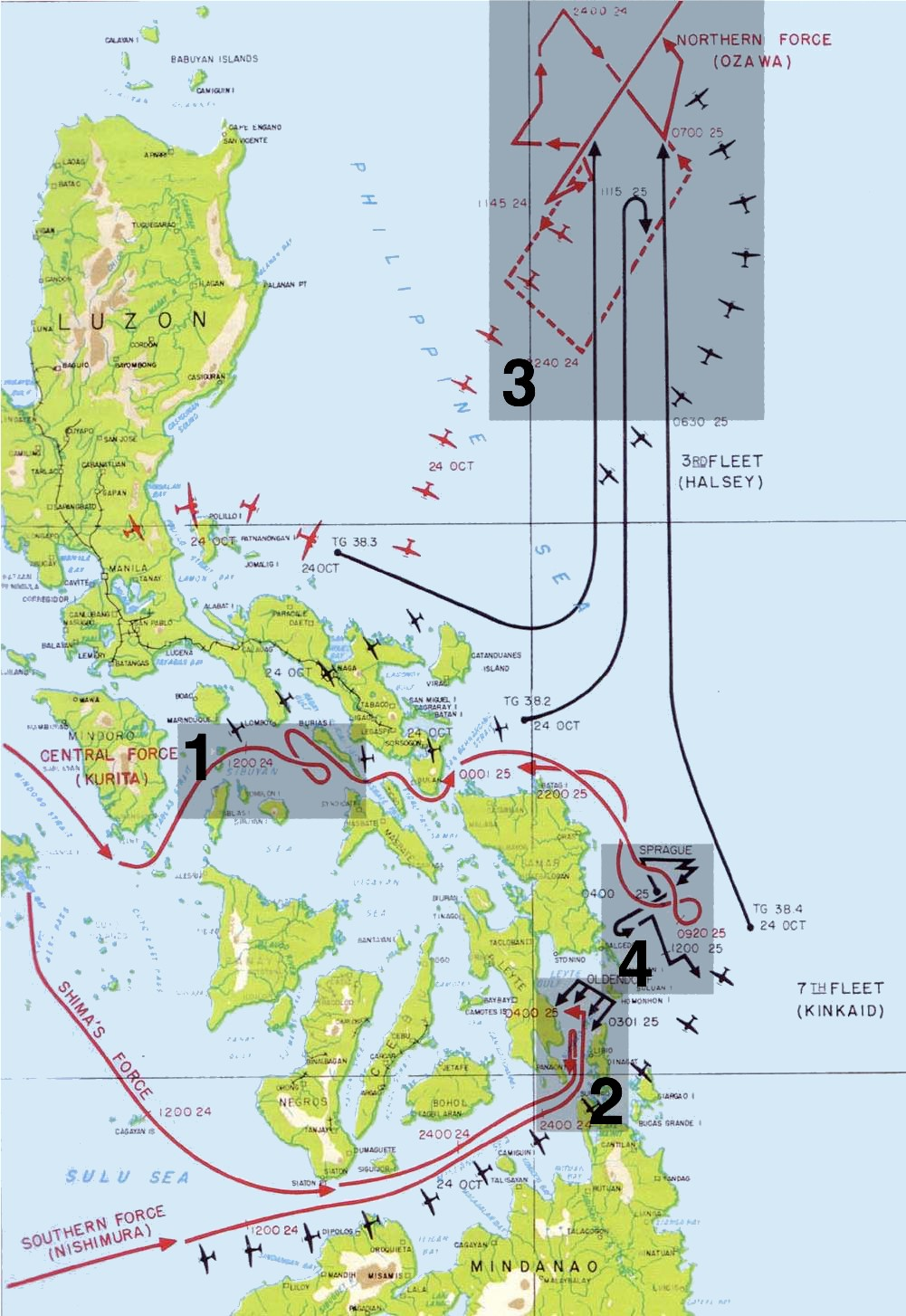
Die von Carney mit erarbeitete Taktik führte zum positiven Verlauf der See- und Luftschlacht im Golf von Leyte im Oktober 1944

Während einer darauf folgenden Tätigkeit in der Abteilung für Küsteneinrichtungen im Büro des stellvertretenden Marineminister (Assistant US Secretary of the Navy) von August 1938 bis Juni 1940 war er während des Besuchs von Kronprinz Olav von Norwegen in den USA im Sommer 1939 dessen Aide-de-camp. Im Juni 1940 wurde er Erster Offizier (Executive Officer) des Schlachtschiffs California und blieb bis Februar 1941 auf diesem Posten. Danach versah er von März 1941 bis September 1942 Dienst bei den Unterstützungsverbänden der US Atlantic Fleet. Während dieser Zeit wurden mehr als 2600 Schiffe eskortiert, wobei nur sechs Schiffe verloren gingen. Für die dortigen Verdienste und seiner Leistungen um den U-Boot-Krieg wurde ihm die erste von vier Navy Distinguished Service Medal verliehen.
Im Oktober 1942 wurde Carney Kommandant des neugebauten und zur Cleveland-Klasse gehörenden Leichten Kreuzer Denver, den er bis Juli 1943 im Südwestpazifik befehligte. Für die Verdienste in dieser Zeit bei der Schlacht um Guadalcanal wurde ihm der Bronze Star sowie der Legion of Merit verliehen.
Daraufhin fungierte er nach seiner Beförderung zum Konteradmiral von Juli 1943 bis Juli 1945 als Chef des Stabes und Aide-de-camp von Admiral William F. Halsey, dem Befehlshaber der Streitkräfte im Südpazifik beziehungsweise Befehlshaber der 3. US-Flotte. Für die Planung und Organisation der logistischen Unterstützung der Alliierten Verbände im Pazifik wurde ihm die zweite Navy Distinguished Service Medal verliehen. Seine Taktik bei der Operationen der 3. US-Flotte bei der See- und Luftschlacht im Golf von Leyte im Oktober 1944, bei der der größte Teil der Kaiserlich Japanischen Marine zerstört wurde, führte zur Verleihung des Navy Cross sowie später von zwei weiteren Navy Distinguished Service Medal. In dieser Funktion nahm er im August 1945 auch als Vertreter der USA formell die Kapitulation Japans in Yokosuka an, dem zweitgrößten geheimen japanischen Marinestützpunkt.

### Commander-in-Chief der US Naval Forces Eastern Atlantic and Mediterranean sowie Chief of Naval Operations

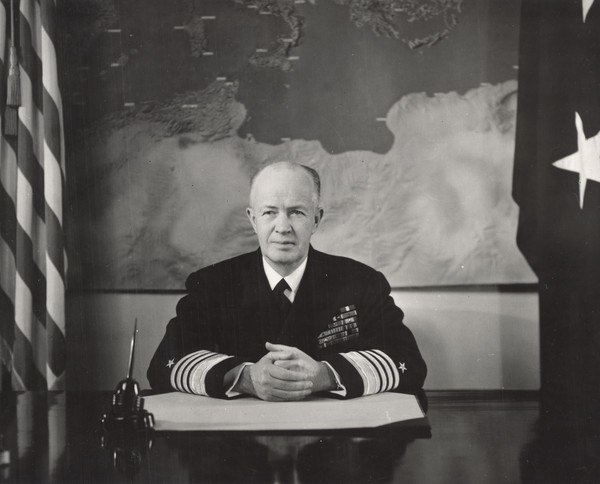
Offizielles Porträt von Admiral Carney als Chief of Naval Operations

Im Februar 1946 wurde Carney Vize-Chief of Naval Operations für Logistik beziehungsweise später stellvertretender Chief of Naval Operations im Marineministerium (US Department of the Navy) und verblieb in dieser Funktion bis 1950.
Am 1. April 1950 übernahm er formell das Kommando über die Zweite Eingriffsflotte (Second Task Fleet) im Atlantik und wurde fünf Monate später im September 1950 als Nachfolger von Admiral Richard L. Connolly Oberkommandierender der US-Marinestreitkräfte im Ostatlantik und im Mittelmeer CINCNELM (Commander-in-Chief der US Naval Forces Eastern Atlantic and Mediterranean). Auf diesem Posten verblieb er bis zu seiner Ablösung durch Admiral Jerauld Wright im Juni 1952. Am 18. Juni 1951 wurde er außerdem erster Oberbefehlshaber der Alliierten Streitkräfte in Südeuropa AFSOUTH (Allied Forces Southern Europe) der NATO sowie in Personalunion Oberbefehlshaber der Alliierten Seestreitkräfte in Südeuropa NAVSOUTH (Allied Naval Forces Southern Europe).
Admiral Carney wurde schließlich am 17. August 1953 Nachfolger von Admiral William Fechteler als Chief of Naval Operations und war damit der ranghöchste Marineoffizier und Admiralstabschef der US Navy. Diesen Posten bekleidete er genau zwei Jahre lang bis zum 17. August 1955 und wurde dann in den Ruhestand versetzt. Nachfolger wurde daraufhin Admiral Arleigh Burke.
Nach seinem Eintritt in den Ruhestand wechselte er in die Privatwirtschaft und wurde unter anderem Vorsitzender des Aufsichtsrates der Werft Bath Iron Works sowie Vorstandsmitglied des Flugzeugherstellers Fairchild Engineer Aircraft Corporation sowie des Sicherheitsunternehmens Nationwide Securities, Inc.
Ihm zu Ehren wurde die Carney-Insel benannt, eine in der Amundsen-See im Südpolarmeer gelegene Insel. Nach seinem Tod wurde er auf dem Nationalfriedhof Arlington beigesetzt.

## Veröffentlichung
- Evolutionary Aspects of Command. A Lecture devilvered at Naval War College, 31. Mai 1963, in: Naval War College Review, September 1963, S. 1–13